# Magnolia yarumalensis
Magnolia yarumalensis este o specie de plante din genul Magnolia, familia Magnoliaceae. A fost descrisă pentru prima dată de Gustavo Lozano-Contreras și a primit numele actual de la Rafaël Herman Anna Govaerts. Conform Catalogue of Life specia Magnolia yarumalensis nu are subspecii cunoscute.